# 张再兴 (农业学家)
张再兴（1935年9月—），男，汉族，中华人民共和国农业学家。

## 生平
1963年毕业于贵州农学院，在贵州省农业科学院水稻研究所工作。后任贵州省农业科学院水稻研究所副研究员，主要从事贵州地区稻种的抗寒性品种研发。1986年至1995年期间，参加了国家科技攻关计划项目《中国稻种资源繁种、鉴定评价与利用》，获得1998年国家科学技术进步奖三等奖。1990年12月，由他主持的《贵州省稻种资源性状鉴定结果与利用》（张再兴、杨玉顺、曾令祥、邓光辉、代继跃）获得贵州省科学技术进步奖二等奖。